# Сільві Фортьє
Сільві Фортьє (англ. Sylvie Fortier, 31 липня 1958) — канадська синхронна плавчиня.
Призерка Чемпіонату світу з водних видів спорту 1975 року.
Призерка Панамериканських ігор 1971, 1975 років.